# Basilina
Basilina (m. 332/333) foi a segunda esposa de Júlio Constâncio e mãe do imperador romano Juliano, que, em sua homenagem, fundou a cidade de Basilinópolis na Bitínia (moderna Pazarköy, perto de Gemlik, na Turquia).

## Vida
Basilina era grega, filha de Ceiônio Juliano Camênio ou, provavelmente, de Júlio Juliano, e foi educada por Mardônio, um eunuco que cresceu na casa de seu pai. Depois de casar-se com Júlio, deu-lhe um filho, Juliano, e morreu poucos meses depois de complicações no parto. Sua irmã era mãe de Procópio. Cristã, Basilina favoreceu inicialmente os arianos, mas depois deixou suas terras de herança para a igreja de Éfeso. Sabe-se que ela era parente do bispo Eusébio de Nicomédia, o tutor de seu filho.